# Eleições presidenciais portuguesas de 2006 no distrito de Évora
| Eleições presidenciais portuguesas de 2006 Distritos: Aveiro \| Beja \| Braga \| Bragança \| Castelo Branco \| Coimbra \| Évora \| Faro \| Guarda \| Leiria \| Lisboa \| Portalegre \| Porto \| Santarém \| Setúbal \| Viana do Castelo \| Vila Real \| Viseu \| Açores \| Madeira \| Estrangeiro |

## Resultados por Concelho
Os resultados nos concelhos do Distrito de Évora foram os seguintes:

### Alandroal
| Candidato               | Candidato               | Votos | %               |
| ----------------------- | ----------------------- | ----- | --------------- |
|                         | Jerónimo de Sousa       | 991   | 28,57 / 100,00  |
|                         | Aníbal Cavaco Silva     | 867   | 24,99 / 100,00  |
|                         | Manuel Alegre           | 802   | 23,12 / 100,00  |
|                         | Mário Soares            | 646   | 18,62 / 100,00  |
|                         | Francisco Louçã         | 147   | 4,24 / 100,00   |
|                         | Garcia Pereira          | 16    | 0,46 / 100,00   |
| Votos Inválidos         | Votos Inválidos         | 31    | 0,88 / 100,00   |
| Total                   | Total                   | 3 500 | 100,00 / 100,00 |
| Eleitorado/Participação | Eleitorado/Participação | 5 723 | 61,16 / 100,00  |

| Freguesia                              | %     | %     | %     | %     | %    | %    | Votantes |
| Freguesia                              | JDS   | ACS   | MA    | MS    | FL   | GP   | Votantes |
| -------------------------------------- | ----- | ----- | ----- | ----- | ---- | ---- | -------- |
| Alandroal (Nossa Senhora da Conceição) | 19,02 | 35,01 | 24,66 | 16,20 | 4,70 | 0,42 | 972      |
| Capelins (Santo António)               | 20,98 | 21,84 | 26,44 | 25,57 | 4,31 | 0,86 | 351      |
| Juromenha                              | 6,45  | 52,69 | 18,28 | 16,13 | 6,45 | 0    | 93       |
| Santiago Maior                         | 42,01 | 17,06 | 19,57 | 18,42 | 2,51 | 0,43 | 1 403    |
| São Brás dos Matos (Mina do Bugalho)   | 16,74 | 26,98 | 21,86 | 28,37 | 6,05 | 0    | 217      |
| Terena                                 | 23,43 | 24,08 | 29,72 | 14,97 | 7,16 | 0,65 | 464      |
| Alandroal                              | 28,57 | 24,99 | 23,12 | 18,62 | 4,24 | 0,46 | 3 500    |

### Arraiolos
| Candidato               | Candidato               | Votos | %               |
| ----------------------- | ----------------------- | ----- | --------------- |
|                         | Jerónimo de Sousa       | 1 571 | 36,77 / 100,00  |
|                         | Manuel Alegre           | 1 033 | 24,18 / 100,00  |
|                         | Aníbal Cavaco Silva     | 1 007 | 23,57 / 100,00  |
|                         | Mário Soares            | 489   | 11,44 / 100,00  |
|                         | Francisco Louçã         | 159   | 3,72 / 100,00   |
|                         | Garcia Pereira          | 14    | 0,33 / 100,00   |
| Votos Inválidos         | Votos Inválidos         | 59    | 1,36 / 100,00   |
| Total                   | Total                   | 4 332 | 100,00 / 100,00 |
| Eleitorado/Participação | Eleitorado/Participação | 6 431 | 67,36 / 100,00  |

| Freguesia               | %     | %     | %     | %     | %    | %    | Votantes |
| Freguesia               | JDS   | MA    | ACS   | MS    | FL   | GP   | Votantes |
| ----------------------- | ----- | ----- | ----- | ----- | ---- | ---- | -------- |
| Arraiolos               | 36,35 | 27,15 | 20,89 | 11,79 | 3,41 | 0,41 | 1 994    |
| Gafanhoeira (São Pedro) | 46,98 | 23,10 | 16,54 | 11,29 | 2,10 | 0    | 386      |
| Igrejinha               | 42,51 | 20,04 | 16,08 | 16,96 | 3,96 | 0,44 | 457      |
| Sabugueiro              | 58,54 | 19,12 | 16,72 | 5,92  | 0,70 | 0    | 294      |
| Santa Justa             | 45,67 | 25,98 | 14,17 | 10,24 | 3,94 | 0    | 127      |
| São Gregório            | 39,48 | 24,46 | 22,75 | 11,59 | 1,72 | 0    | 239      |
| Vimieiro                | 20,15 | 21,60 | 41,38 | 9,71  | 6,67 | 0,49 | 835      |
| Arraiolos               | 36,77 | 24,18 | 23,57 | 11,44 | 3,72 | 0,33 | 4 332    |

### Borba
| Candidato               | Candidato               | Votos | %               |
| ----------------------- | ----------------------- | ----- | --------------- |
|                         | Manuel Alegre           | 1 384 | 32,52 / 100,00  |
|                         | Aníbal Cavaco Silva     | 1 178 | 27,68 / 100,00  |
|                         | Mário Soares            | 875   | 20,56 / 100,00  |
|                         | Jerónimo de Sousa       | 606   | 14,24 / 100,00  |
|                         | Francisco Louçã         | 199   | 4,68 / 100,00   |
|                         | Garcia Pereira          | 14    | 0,33 / 100,00   |
| Votos Inválidos         | Votos Inválidos         | 62    | 1,43 / 100,00   |
| Total                   | Total                   | 4 318 | 100,00 / 100,00 |
| Eleitorado/Participação | Eleitorado/Participação | 6 623 | 65,20 / 100,00  |

| Freguesia              | %     | %     | %     | %     | %    | %    | Votantes |
| Freguesia              | MA    | ACS   | MS    | JDS   | FL   | GP   | Votantes |
| ---------------------- | ----- | ----- | ----- | ----- | ---- | ---- | -------- |
| Borba (Matriz)         | 33,37 | 29,42 | 18,06 | 14,48 | 4,31 | 0,36 | 1 954    |
| Borba (São Bartolomeu) | 27,93 | 32,42 | 18,62 | 17,01 | 3,53 | 0,48 | 633      |
| Orada                  | 29,07 | 18,00 | 28,85 | 17,35 | 6,51 | 0,22 | 468      |
| Rio de Moinhos         | 34,78 | 26,18 | 22,33 | 11,33 | 5,14 | 0,24 | 1 263    |
| Borba                  | 32,52 | 27,68 | 20,56 | 14,24 | 4,68 | 0,33 | 4 318    |

### Estremoz
| Candidato               | Candidato               | Votos  | %               |
| ----------------------- | ----------------------- | ------ | --------------- |
|                         | Aníbal Cavaco Silva     | 3 160  | 38,95 / 100,00  |
|                         | Manuel Alegre           | 2 348  | 28,94 / 100,00  |
|                         | Mário Soares            | 1 175  | 14,48 / 100,00  |
|                         | Jerónimo de Sousa       | 1 137  | 14,01 / 100,00  |
|                         | Francisco Louçã         | 271    | 3,34 / 100,00   |
|                         | Garcia Pereira          | 22     | 0,27 / 100,00   |
| Votos Inválidos         | Votos Inválidos         | 139    | 1,68 / 100,00   |
| Total                   | Total                   | 8 252  | 100,00 / 100,00 |
| Eleitorado/Participação | Eleitorado/Participação | 13 473 | 61,25 / 100,00  |

| Freguesia                 | %     | %     | %     | %     | %    | %    | Votantes |
| Freguesia                 | ACS   | MA    | MS    | JDS   | FL   | GP   | Votantes |
| ------------------------- | ----- | ----- | ----- | ----- | ---- | ---- | -------- |
| Arcos                     | 36,76 | 25,55 | 16,04 | 16,98 | 4,05 | 0,62 | 659      |
| Estremoz (Santa Maria)    | 44,15 | 28,86 | 12,24 | 11,70 | 2,80 | 0,26 | 3 177    |
| Estremoz (Santo André)    | 46,59 | 26,60 | 15,22 | 7,82  | 3,49 | 0,28 | 1 432    |
| Évora Monte               | 24,32 | 34,70 | 13,39 | 20,49 | 7,10 | 0    | 371      |
| Glória                    | 23,82 | 36,05 | 12,23 | 21,00 | 6,90 | 0    | 324      |
| Santa Vitória do Ameixial | 33,69 | 20,07 | 16,49 | 24,73 | 4,30 | 0,72 | 280      |
| Santo Estêvão             | 49,15 | 23,73 | 6,78  | 20,34 | 0    | 0    | 59       |
| São Bento de Ana Loura    | 7,14  | 28,57 | 14,29 | 50,00 | 0    | 0    | 14       |
| São Bento do Ameixial     | 49,30 | 25,35 | 11,27 | 12,68 | 1,41 | 0    | 214      |
| São Bento do Cortiço      | 28,72 | 36,78 | 21,16 | 11,59 | 1,51 | 0,25 | 405      |
| São Domingos de Ana Loura | 26,10 | 26,51 | 12,05 | 33,73 | 1,61 | 0    | 251      |
| São Lourenço de Mamporcão | 23,71 | 29,97 | 17,98 | 23,98 | 4,36 | 0    | 372      |
| Veiros                    | 34,06 | 31,88 | 19,28 | 11,45 | 2,90 | 0,43 | 694      |
| Estremoz                  | 38,95 | 28,94 | 14,48 | 14,01 | 3,34 | 0,27 | 8 252    |

### Évora
| Candidato               | Candidato               | Votos  | %               |
| ----------------------- | ----------------------- | ------ | --------------- |
|                         | Aníbal Cavaco Silva     | 9 727  | 34,08 / 100,00  |
|                         | Manuel Alegre           | 8 813  | 30,88 / 100,00  |
|                         | Jerónimo de Sousa       | 4 533  | 15,88 / 100,00  |
|                         | Mário Soares            | 3 960  | 13,88 / 100,00  |
|                         | Francisco Louçã         | 1 404  | 4,92 / 100,00   |
|                         | Garcia Pereira          | 102    | 0,36 / 100,00   |
| Votos Inválidos         | Votos Inválidos         | 441    | 1,52 / 100,00   |
| Total                   | Total                   | 28 980 | 100,00 / 100,00 |
| Eleitorado/Participação | Eleitorado/Participação | 46 341 | 62,54 / 100,00  |

| Freguesia                       | %     | %     | %     | %     | %    | %    | Votantes |
| Freguesia                       | ACS   | MA    | JDS   | MS    | FL   | GP   | Votantes |
| ------------------------------- | ----- | ----- | ----- | ----- | ---- | ---- | -------- |
| Bacelo                          | 28,23 | 37,00 | 14,71 | 14,10 | 5,55 | 0,40 | 3 845    |
| Canaviais                       | 25,56 | 35,76 | 16,68 | 14,93 | 6,41 | 0,66 | 1 395    |
| Évora (Santo Antão)             | 44,24 | 28,03 | 12,11 | 11,91 | 3,22 | 0,49 | 1 038    |
| Évora (São Mamede)              | 35,59 | 31,70 | 13,43 | 14,30 | 4,70 | 0,27 | 1 514    |
| Horta das Figueiras             | 33,62 | 34,70 | 12,61 | 13,86 | 4,93 | 0,28 | 3 661    |
| Malagueira                      | 36,34 | 30,15 | 15,31 | 12,41 | 5,47 | 0,32 | 6 294    |
| Nossa Senhora da Boa Fé         | 32,38 | 11,89 | 48,77 | 4,10  | 2,87 | 0    | 247      |
| Nossa Senhora da Graça do Divor | 17,31 | 31,15 | 38,85 | 8,08  | 4,23 | 0,38 | 266      |
| Nossa Senhora da Tourega        | 24,51 | 32,97 | 22,99 | 11,71 | 7,38 | 0,43 | 469      |
| Nossa Senhora de Guadalupe      | 18,35 | 24,77 | 38,99 | 14,22 | 3,67 | 0    | 218      |
| Nossa Senhora de Machede        | 13,41 | 33,76 | 33,93 | 13,09 | 5,17 | 0,65 | 625      |
| São Bento do Mato               | 42,48 | 20,86 | 11,20 | 21,01 | 4,14 | 0,31 | 668      |
| São Manços                      | 26,28 | 20,04 | 24,01 | 25,71 | 3,59 | 0,38 | 536      |
| São Miguel de Machede           | 27,68 | 25,15 | 25,34 | 17,74 | 3,90 | 0,19 | 515      |
| São Sebastião da Giesteira      | 20,33 | 27,31 | 28,75 | 19,30 | 4,11 | 0,21 | 490      |
| São Vicente do Pigeiro          | 28,45 | 33,19 | 16,38 | 18,53 | 3,02 | 0,43 | 235      |
| Sé e São Pedro                  | 46,90 | 27,55 | 9,85  | 12,49 | 2,78 | 0,43 | 1 422    |
| Senhora da Saúde                | 40,82 | 28,25 | 12,45 | 13,16 | 4,95 | 0,38 | 5 106    |
| Torre de Coelheiros             | 16,32 | 24,14 | 37,24 | 19,08 | 3,22 | 0    | 436      |
| Évora                           | 34,08 | 30,88 | 15,88 | 13,88 | 4,92 | 0,36 | 28 980   |

### Montemor-o-Novo
| Candidato               | Candidato               | Votos  | %               |
| ----------------------- | ----------------------- | ------ | --------------- |
|                         | Jerónimo de Sousa       | 3 636  | 35,14 / 100,00  |
|                         | Aníbal Cavaco Silva     | 2 688  | 25,98 / 100,00  |
|                         | Manuel Alegre           | 2 331  | 22,53 / 100,00  |
|                         | Mário Soares            | 1 278  | 12,35 / 100,00  |
|                         | Francisco Louçã         | 378    | 3,65 / 100,00   |
|                         | Garcia Pereira          | 37     | 0,36 / 100,00   |
| Votos Inválidos         | Votos Inválidos         | 138    | 1,31 / 100,00   |
| Total                   | Total                   | 10 486 | 100,00 / 100,00 |
| Eleitorado/Participação | Eleitorado/Participação | 15 742 | 66,61 / 100,00  |

| Freguesia                 | %     | %     | %     | %     | %    | %    | Votantes |
| Freguesia                 | JDS   | ACS   | MA    | MS    | FL   | GP   | Votantes |
| ------------------------- | ----- | ----- | ----- | ----- | ---- | ---- | -------- |
| Cabrela                   | 28,33 | 30,34 | 20,95 | 15,95 | 3,81 | 0,71 | 428      |
| Ciborro                   | 19,34 | 14,12 | 31,53 | 30,37 | 4,45 | 0,19 | 524      |
| Cortiçadas                | 50,35 | 24,21 | 16,67 | 4,91  | 2,98 | 0,88 | 578      |
| Foros de Vale de Figueira | 38,45 | 19,94 | 27,22 | 11,23 | 2,85 | 0,32 | 634      |
| Lavre                     | 24,66 | 27,57 | 25,63 | 17,48 | 4,27 | 0,39 | 523      |
| Nossa Senhora da Vila     | 33,65 | 26,95 | 23,71 | 11,89 | 3,57 | 0,23 | 3 063    |
| Nossa Senhora do Bispo    | 30,90 | 30,13 | 22,73 | 11,67 | 4,10 | 0,47 | 3 022    |
| Santiago do Escoural      | 48,15 | 17,17 | 21,55 | 10,66 | 2,36 | 0,11 | 901      |
| São Cristóvão             | 40,57 | 34,28 | 10,55 | 9,74  | 4,67 | 0,20 | 503      |
| Silveiras                 | 62,66 | 15,58 | 13,96 | 4,87  | 2,60 | 0,32 | 310      |
| Montemor-o-Novo           | 35,14 | 25,98 | 22,53 | 12,35 | 3,65 | 0,36 | 10 486   |

### Mora
| Candidato               | Candidato               | Votos | %               |
| ----------------------- | ----------------------- | ----- | --------------- |
|                         | Jerónimo de Sousa       | 1 076 | 33,22 / 100,00  |
|                         | Aníbal Cavaco Silva     | 965   | 29,79 / 100,00  |
|                         | Manuel Alegre           | 721   | 22,26 / 100,00  |
|                         | Mário Soares            | 310   | 9,57 / 100,00   |
|                         | Francisco Louçã         | 155   | 4,79 / 100,00   |
|                         | Garcia Pereira          | 12    | 0,37 / 100,00   |
| Votos Inválidos         | Votos Inválidos         | 63    | 1,90 / 100,00   |
| Total                   | Total                   | 3 302 | 100,00 / 100,00 |
| Eleitorado/Participação | Eleitorado/Participação | 5 329 | 61,96 / 100,00  |

| Freguesia | %     | %     | %     | %     | %    | %    | Votantes |
| Freguesia | JDS   | ACS   | MA    | MS    | FL   | GP   | Votantes |
| --------- | ----- | ----- | ----- | ----- | ---- | ---- | -------- |
| Brotas    | 38,74 | 26,65 | 20,88 | 10,16 | 2,75 | 0,82 | 368      |
| Cabeção   | 38,17 | 21,30 | 26,18 | 9,91  | 4,29 | 0,15 | 690      |
| Mora      | 31,16 | 32,33 | 21,88 | 9,86  | 4,57 | 0,20 | 1 561    |
| Pavia     | 29,94 | 34,28 | 19,91 | 8,23  | 6,89 | 0,75 | 683      |
| Mora      | 33,22 | 29,79 | 22,26 | 9,57  | 4,79 | 0,37 | 3 302    |

### Mourão
| Candidato               | Candidato               | Votos | %               |
| ----------------------- | ----------------------- | ----- | --------------- |
|                         | Aníbal Cavaco Silva     | 514   | 36,12 / 100,00  |
|                         | Mário Soares            | 349   | 24,53 / 100,00  |
|                         | Manuel Alegre           | 311   | 21,86 / 100,00  |
|                         | Jerónimo de Sousa       | 170   | 11,95 / 100,00  |
|                         | Francisco Louçã         | 74    | 5,20 / 100,00   |
|                         | Garcia Pereira          | 5     | 0,35 / 100,00   |
| Votos Inválidos         | Votos Inválidos         | 26    | 1,80 / 100,00   |
| Total                   | Total                   | 1 449 | 100,00 / 100,00 |
| Eleitorado/Participação | Eleitorado/Participação | 2 550 | 56,82 / 100,00  |

| Freguesia | %     | %     | %     | %     | %    | %    | Votantes |
| Freguesia | ACS   | MS    | MA    | JDS   | FL   | GP   | Votantes |
| --------- | ----- | ----- | ----- | ----- | ---- | ---- | -------- |
| Granja    | 25,68 | 25,41 | 26,23 | 13,66 | 8,74 | 0,27 | 375      |
| Luz       | 60,43 | 20,87 | 11,74 | 5,22  | 1,74 | 0    | 232      |
| Mourão    | 33,98 | 25,15 | 22,73 | 13,06 | 4,59 | 0,48 | 842      |
| Mourão    | 36,12 | 24,53 | 21,86 | 11,95 | 5,20 | 0,35 | 1 449    |

### Portel
| Candidato               | Candidato               | Votos | %               |
| ----------------------- | ----------------------- | ----- | --------------- |
|                         | Jerónimo de Sousa       | 1 310 | 37,06 / 100,00  |
|                         | Manuel Alegre           | 829   | 23,45 / 100,00  |
|                         | Aníbal Cavaco Silva     | 703   | 19,89 / 100,00  |
|                         | Mário Soares            | 548   | 15,50 / 100,00  |
|                         | Francisco Louçã         | 140   | 3,96 / 100,00   |
|                         | Garcia Pereira          | 5     | 0,14 / 100,00   |
| Votos Inválidos         | Votos Inválidos         | 40    | 1,12 / 100,00   |
| Total                   | Total                   | 3 575 | 100,00 / 100,00 |
| Eleitorado/Participação | Eleitorado/Participação | 6 135 | 58,27 / 100,00  |

| Freguesia                 | %     | %     | %     | %     | %    | %    | Votantes |
| Freguesia                 | JDS   | MA    | ACS   | MS    | FL   | GP   | Votantes |
| ------------------------- | ----- | ----- | ----- | ----- | ---- | ---- | -------- |
| Alqueva                   | 32,56 | 19,53 | 10,70 | 32,56 | 4,65 | 0    | 218      |
| Amieira                   | 56,59 | 19,38 | 13,18 | 7,36  | 3,49 | 0    | 260      |
| Monte do Trigo            | 47,47 | 23,96 | 16,74 | 8,45  | 3,23 | 0,15 | 653      |
| Oriola                    | 36,89 | 28,00 | 12,00 | 21,33 | 1,78 | 0    | 230      |
| Portel                    | 33,24 | 21,07 | 25,20 | 17,02 | 3,33 | 0,14 | 1 402    |
| Santana                   | 23,05 | 24,07 | 28,14 | 20,34 | 4,41 | 0    | 297      |
| São Bartolomeu do Outeiro | 30,49 | 34,75 | 14,43 | 11,48 | 8,85 | 0    | 306      |
| Vera Cruz                 | 40,00 | 24,39 | 17,07 | 12,68 | 4,88 | 0,98 | 209      |
| Portel                    | 37,06 | 23,45 | 19,89 | 15,50 | 3,96 | 0,14 | 3 575    |

### Redondo
| Candidato               | Candidato               | Votos | %               |
| ----------------------- | ----------------------- | ----- | --------------- |
|                         | Aníbal Cavaco Silva     | 1 155 | 32,65 / 100,00  |
|                         | Manuel Alegre           | 1 090 | 30,81 / 100,00  |
|                         | Jerónimo de Sousa       | 616   | 17,41 / 100,00  |
|                         | Mário Soares            | 488   | 13,79 / 100,00  |
|                         | Francisco Louçã         | 180   | 5,09 / 100,00   |
|                         | Garcia Pereira          | 9     | 0,25 / 100,00   |
| Votos Inválidos         | Votos Inválidos         | 35    | 0,98 / 100,00   |
| Total                   | Total                   | 3 573 | 100,00 / 100,00 |
| Eleitorado/Participação | Eleitorado/Participação | 6 325 | 56,49 / 100,00  |

| Freguesia | %     | %     | %     | %     | %    | %    | Votantes |
| Freguesia | ACS   | MA    | JDS   | MS    | FL   | GP   | Votantes |
| --------- | ----- | ----- | ----- | ----- | ---- | ---- | -------- |
| Montoito  | 26,74 | 25,97 | 25,97 | 16,54 | 4,26 | 0,52 | 780      |
| Redondo   | 34,30 | 32,16 | 15,01 | 13,02 | 5,32 | 0,18 | 2 793    |
| Redondo   | 32,65 | 30,81 | 17,41 | 13,79 | 5,09 | 0,25 | 3 573    |

### Reguengos de Monsaraz
| Candidato               | Candidato               | Votos | %               |
| ----------------------- | ----------------------- | ----- | --------------- |
|                         | Aníbal Cavaco Silva     | 1 670 | 31,95 / 100,00  |
|                         | Manuel Alegre           | 1 397 | 26,73 / 100,00  |
|                         | Mário Soares            | 1 202 | 20,00 / 100,00  |
|                         | Jerónimo de Sousa       | 717   | 13,72 / 100,00  |
|                         | Francisco Louçã         | 223   | 4,27 / 100,00   |
|                         | Garcia Pereira          | 18    | 0,34 / 100,00   |
| Votos Inválidos         | Votos Inválidos         | 70    | 1,32 / 100,00   |
| Total                   | Total                   | 5 297 | 100,00 / 100,00 |
| Eleitorado/Participação | Eleitorado/Participação | 9 131 | 58,01 / 100,00  |

| Freguesia             | %     | %     | %     | %     | %    | %    | Votantes |
| Freguesia             | ACS   | MA    | MS    | JDS   | FL   | GP   | Votantes |
| --------------------- | ----- | ----- | ----- | ----- | ---- | ---- | -------- |
| Campinho              | 17,57 | 26,90 | 25,16 | 26,03 | 3,69 | 0,65 | 465      |
| Campo                 | 32,27 | 21,87 | 31,73 | 10,67 | 3,20 | 0,27 | 378      |
| Corval                | 25,00 | 29,52 | 25,13 | 14,49 | 5,45 | 0,40 | 763      |
| Monsaraz              | 28,54 | 21,16 | 35,73 | 12,38 | 2,20 | 0    | 507      |
| Reguengos de Monsaraz | 36,23 | 27,50 | 19,09 | 12,30 | 4,53 | 0,35 | 3 184    |
| Reguengos de Monsaraz | 31,95 | 26,73 | 20,00 | 13,72 | 4,27 | 0,34 | 5 297    |

### Vendas Novas
| Candidato               | Candidato               | Votos  | %               |
| ----------------------- | ----------------------- | ------ | --------------- |
|                         | Aníbal Cavaco Silva     | 2 238  | 34,89 / 100,00  |
|                         | Jerónimo de Sousa       | 1 780  | 27,75 / 100,00  |
|                         | Manuel Alegre           | 1 437  | 22,40 / 100,00  |
|                         | Mário Soares            | 660    | 10,29 / 100,00  |
|                         | Francisco Louçã         | 273    | 4,26 / 100,00   |
|                         | Garcia Pereira          | 26     | 0,41 / 100,00   |
| Votos Inválidos         | Votos Inválidos         | 101    | 1,55 / 100,00   |
| Total                   | Total                   | 6 515  | 100,00 / 100,00 |
| Eleitorado/Participação | Eleitorado/Participação | 10 374 | 62,80 / 100,00  |

| Freguesia    | %     | %     | %     | %     | %    | %    | Votantes |
| Freguesia    | ACS   | JDS   | MA    | MS    | FL   | GP   | Votantes |
| ------------ | ----- | ----- | ----- | ----- | ---- | ---- | -------- |
| Landeira     | 24,64 | 39,84 | 19,71 | 12,32 | 3,29 | 0,21 | 493      |
| Vendas Novas | 35,73 | 26,76 | 22,63 | 10,12 | 4,34 | 0,42 | 6 022    |
| Vendas Novas | 34,89 | 27,75 | 22,40 | 10,29 | 4,26 | 0,41 | 6 515    |

### Viana do Alentejo
| Candidato               | Candidato               | Votos | %               |
| ----------------------- | ----------------------- | ----- | --------------- |
|                         | Jerónimo de Sousa       | 840   | 30,25 / 100,00  |
|                         | Manuel Alegre           | 751   | 27,04 / 100,00  |
|                         | Aníbal Cavaco Silva     | 703   | 25,32 / 100,00  |
|                         | Mário Soares            | 332   | 11,96 / 100,00  |
|                         | Francisco Louçã         | 138   | 4,97 / 100,00   |
|                         | Garcia Pereira          | 13    | 0,47 / 100,00   |
| Votos Inválidos         | Votos Inválidos         | 41    | 1,46 / 100,00   |
| Total                   | Total                   | 2 818 | 100,00 / 100,00 |
| Eleitorado/Participação | Eleitorado/Participação | 4 865 | 57,92 / 100,00  |

| Freguesia         | %     | %     | %     | %     | %    | %    | Votantes |
| Freguesia         | JDS   | MA    | ACS   | MS    | FL   | GP   | Votantes |
| ----------------- | ----- | ----- | ----- | ----- | ---- | ---- | -------- |
| Aguiar            | 53,14 | 29,15 | 6,05  | 7,17  | 4,04 | 0,45 | 449      |
| Alcáçovas         | 27,21 | 27,72 | 29,26 | 10,37 | 5,03 | 0,41 | 990      |
| Viana do Alentejo | 24,91 | 25,87 | 28,81 | 14,66 | 5,23 | 0,52 | 1 379    |
| Viana do Alentejo | 30,25 | 27,04 | 25,32 | 11,96 | 4,97 | 0,47 | 2 818    |

### Vila Viçosa
| Candidato               | Candidato               | Votos | %               |
| ----------------------- | ----------------------- | ----- | --------------- |
|                         | Aníbal Cavaco Silva     | 1 591 | 36,75 / 100,00  |
|                         | Manuel Alegre           | 1 087 | 25,11 / 100,00  |
|                         | Jerónimo de Sousa       | 853   | 19,70 / 100,00  |
|                         | Mário Soares            | 545   | 12,59 / 100,00  |
|                         | Francisco Louçã         | 241   | 5,57 / 100,00   |
|                         | Garcia Pereira          | 12    | 0,28 / 100,00   |
| Votos Inválidos         | Votos Inválidos         | 68    | 1,55 / 100,00   |
| Total                   | Total                   | 4 397 | 100,00 / 100,00 |
| Eleitorado/Participação | Eleitorado/Participação | 7 461 | 58,93 / 100,00  |

| Freguesia                    | %     | %     | %     | %     | %    | %    | Votantes |
| Freguesia                    | ACS   | MA    | JDS   | MS    | FL   | GP   | Votantes |
| ---------------------------- | ----- | ----- | ----- | ----- | ---- | ---- | -------- |
| Bencatel                     | 23,68 | 29,37 | 34,95 | 7,89  | 3,89 | 0,21 | 955      |
| Ciladas                      | 31,22 | 28,90 | 16,88 | 16,46 | 6,33 | 0,21 | 484      |
| Pardais                      | 22,22 | 25,09 | 15,05 | 29,39 | 7,53 | 0,72 | 280      |
| Vila Viçosa (Conceição)      | 41,79 | 23,23 | 17,03 | 11,69 | 5,95 | 0,31 | 2 008    |
| Vila Viçosa (São Bartolomeu) | 50,68 | 21,85 | 9,71  | 12,14 | 5,46 | 0,15 | 670      |
| Vila Viçosa                  | 36,75 | 25,11 | 19,70 | 12,59 | 5,57 | 0,28 | 4 397    |